# Buenavista del Norte

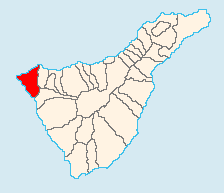
Localização de Buenavista del Norte

Buenavista del Norte é um município da Espanha na província de Santa Cruz de Tenerife, comunidade autónoma das Canárias. Tem 67,4 km² de área e em 2021 tinha 4 766 habitantes (densidade: 70,7 hab./km²).

## Demografia
| Variação demográfica do município entre 1991 e 2004 | Variação demográfica do município entre 1991 e 2004 | Variação demográfica do município entre 1991 e 2004 | Variação demográfica do município entre 1991 e 2004 |
| --------------------------------------------------- | --------------------------------------------------- | --------------------------------------------------- | --------------------------------------------------- |
| 1991                                                | 1996                                                | 2001                                                | 2004                                                |
| 5561                                                | 5664                                                | 4972                                                | 5301                                                |

|                         | Norte: Oceano Atlântico |                             |
| Oeste: Oceano Atlântico | Buenavista del Norte    | Este: Los Silos             |
|                         | Sul: Santiago del Teide | Sudeste: Santiago del Teide |